# Metropolitan Miami

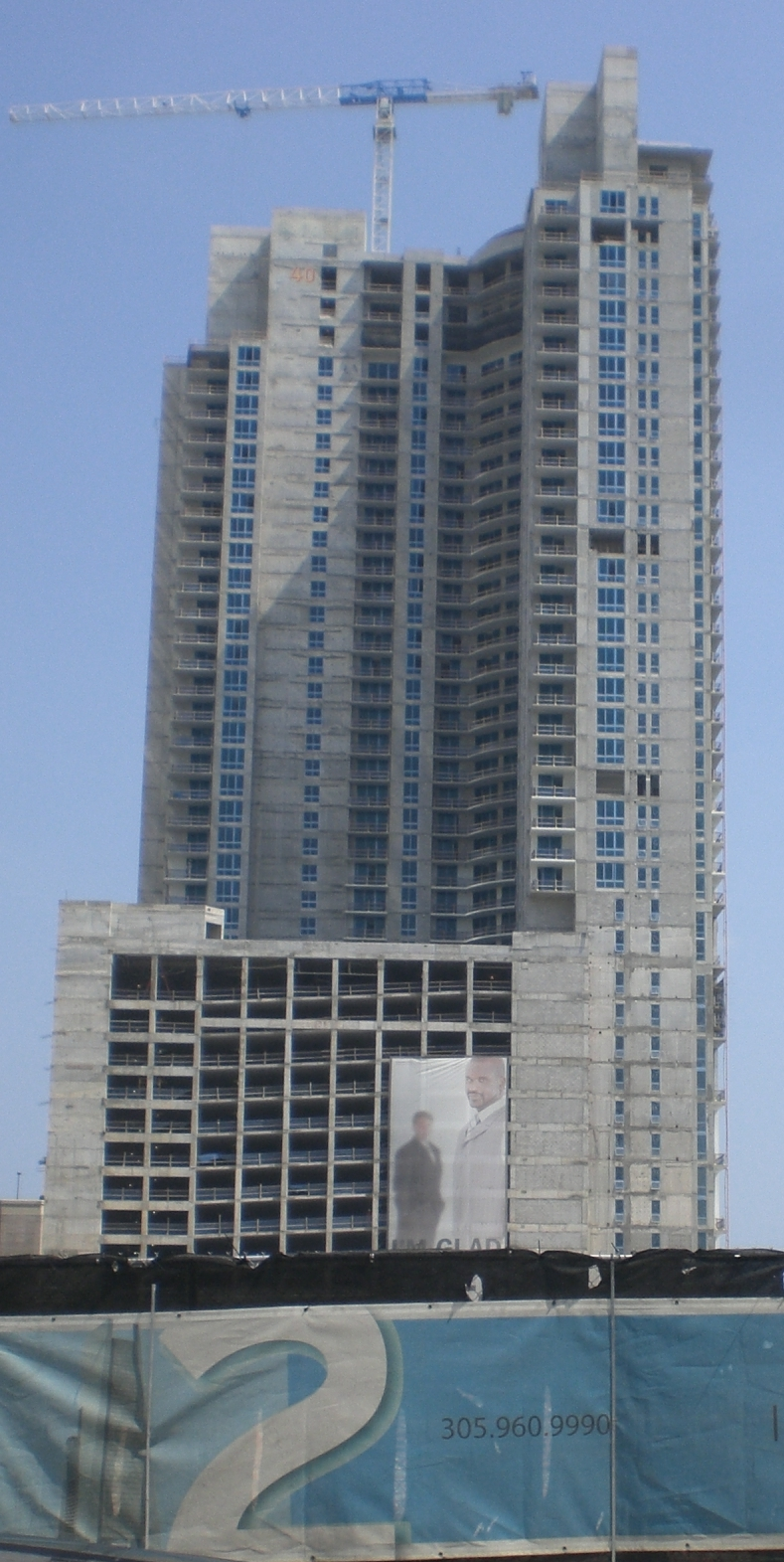
Metropolitan Miami

Metropolitan Miami est un complexe d'immeubles en cours de construction dans le Cetropolntral business district de Miami, en Floride. Il comprend quatre ensembles:
- Met 1 s'élève à 134 mètres de haut et compter 40 étages, c'est un immeuble résidentiel
- Met 2 correspond a un bâtiment de 197 m de hauteur ouvert en 2010.
- Met Square sera un bâtiment de 4 étages ressemblant au Times Square de New York, il contiendra des magasins et des restaurants.
- Met 3 fait 116 m de hauteur